# كأس البرتغال 1965–66
كأس البرتغال 1965–66 هو موسم من كأس البرتغال. كان عدد الأندية المشاركة فيه 45، وفاز فيه سبورتينغ براغا.